# Roman Larin
Roman Larin (* 27. Januar 1985) ist ein ehemaliger israelischer Eishockeyspieler, der mit dem HC Maccabi Amos Lod und den Haifa Hawks je zweimal israelischer Meister wurde.

## Karriere
Roman Larin begann seine Karriere beim HC Maccabi Amos Lod, mit dem er 2004 und 2005 israelischer Meister wurde. Nachdem der Klub aus Cholon Ende 2005 den Spielbetrieb einstellte, unterbrach er seine Karriere. Ab 2006 spielte er dann für die Haifa Hawks, mit denen er 2007 und 2008 zwei weitere Meisterschaften gewann. Anschließend  beendete er mit nur 23 Jahren seine Karriere.

### International
Im Nachwuchsbereich spielte Larin für Israel bei der U18-Weltmeisterschaft 2003 in der Division III. Mit den israelischen Herren nahm er an den Weltmeisterschaften 2003, 2004, 2005, 2007 und 2008 in der Division II teil.

## Erfolge und Auszeichnungen
- 2004 Israelischer Meister mit dem HC Maccabi Amos Lod
- 2005 Israelischer Meister mit dem HC Maccabi Amos Lod
- 2005 Aufstieg in die Division I bei der Weltmeisterschaft der Division II, Gruppe B
- 2007 Israelischer Meister mit den Haifa Hawks
- 2008 Israelischer Meister mit den Haifa Hawks